# 蓝蛙
蓝蛙（英語：Blue Frog Bar and Grill）是一家中国西餐连锁餐厅，主要竞争对手是沃歌斯和新元素等。

## 历史
1999年成立，2002年开出第一家餐厅位于上海黄浦区茂名南路，2004年正式成立蓝蛙餐饮管理（上海）有限公司。2008年开始在北京开店，截至2023年7月，已在中国23个城市拥有88家门店。